# Anna Katharina Schwabroh
Anna Katharina Schwabroh (* 21. Oktober 1979 in Hamburg) ist eine deutsche Schauspielerin.

## Leben
Anna Katharina Schwabrohs Liebe zum Theater begann mit Besuchen des Thalia Theaters Hamburg. Als sie 11 Jahre alt war, sah sie die Robert Wilsons-Inszenierungen The Black Rider und später Time Rocker und Alice. Diese Inszenierungen beeindruckten Schwabroh zutiefst und sie wollte unbedingt das Theater näher kennenlernen. Sie gewann Einblicke hinter der Bühne, indem sie Hospitanzen am Thalia Theater absolvierte. In ihr keimte der Wunsch, auch auf der Bühne zu agieren. Ihre ersten Bühnenerfahrungen sammelte sie bereits vor dem Schauspielstudium als Sängerin der Hamburger Band Alto.
Von 2002 bis 2006 absolvierte sie ihr Schauspielstudium an der Hochschule der Künste Bern. Ihr Diplom erhielt sie mit Auszeichnung. Engagements führten sie unter anderem ans Schauspielhaus Zürich, an das Luzerner Theater und die Theaterfabrik Hamburg.
Sie wirkte in Fernsehproduktionen mit, unter anderem im Tatort und Notruf Hafenkante. In dem Schweizer Kinofilm Cargo spielt Schwabroh die Hauptrolle. Im Sommer 2009 spielte sie das Klärchen in der Operette Im weißen Rössl auf der Seebühne Kreuzlingen am Bodensee. Sommer 2010 gastierte sie am Berliner Ensemble in dem Musical Die Inselkomödie.
Von 2010 bis 2015 war sie festes Ensemblemitglied des Landestheaters Detmold.
In der Spielzeit 2011/2012 war sie u. a. als Mae in der Produktion Die Katze auf dem heißen Blechdach und als Recha in Nathan der Weise zu sehen. Außerdem spielte sie die Pauline Piperkarcka in Gerhart Hauptmanns Die Ratten und die Titelrolle in dem Musical Irma la Douce.

## Theater
| Jahr      | Stück                                                                 | Rolle                                 | Regisseur               | Theater                     |
| --------- | --------------------------------------------------------------------- | ------------------------------------- | ----------------------- | --------------------------- |
| 2013      | Jedermann (Hugo von Hofmannsthal)                                     | Buhlschaft                            | Kay Metzger             | Landestheater Detmold       |
| 2012–2013 | Woyzeck reloaded (Georg Büchner)                                      | Marie                                 | Swentja Krumscheidt     | Landestheater Detmold       |
| 2012–2013 | Herr Puntila und sein Knecht Matti                                    | Die Schmuggleremma / Das Kuhmädchen   | Tatjana Rese            | Landestheater Detmold       |
| 2012      | Dr. Bizarr und die Kammer des Grauens!                                | Patience Topless, Lady Charlene       | Oliver Trautwein        | Landestheater Detmold       |
| 2012–2013 | Irma la Douce                                                         | Irma la Douce                         | Tatjana Rese            | Landestheater Detmold       |
| 2012–2013 | Nathan der Weise (Gotthold Ephraim Lessing)                           | Recha                                 | Rüdiger Pape            | Landestheater Detmold       |
| 2012      | Die Ratten                                                            | Pauline Piperkarcka                   | Tatjana Rese            | Landestheater Detmold       |
| 2011–2012 | Die Katze auf dem heißen Blechdach (T. Williams)                      | Mae                                   | Wolfgang Hagemann       | Landestheater Detmold       |
| 2011–2012 | Ladies Night                                                          | Glenda                                | Andreas Kloos           | Landestheater Detmold       |
| 2011–2012 | Lucie segelt davon (nach einem Puppenspiel von T. Sandweg)            | Lucy                                  | Valentin Stroh          | Landestheater Detmold       |
| 2010–2011 | Kommt ein Mann zur Welt (M. Heckmanns)                                | Reporter, Zeit, Sohn und Stimme       | Tatjana Rese            | Landestheater Detmold       |
| 2010–2011 | Der kleine Muck (W. Hauff)                                            | Der Mond, Katze, Sultan und Händler   | Esther Mushol           | Landestheater Detmold       |
| 2010–2011 | Moby Dick (nach Herman Melville)                                      | Peleg, Elias, Stubb, Kapitän Gardiner | Stefanie Bertram        | Landestheater Detmold       |
| 2010–2011 | Hey Boss, hier bin ich! (W. Hahn)                                     | Lisa Kowalsky                         | Marco Misgaiski         | Landestheater Detmold       |
| 2010      | Inselkomödie – oder Lysistrate und die NATO (Rolf Hochhuth, F. Fries) | Tina                                  | Heiko Stang             | Berliner Ensemble           |
| 2009      | Im weißen Rößl (Musik: R. Benatzky)                                   | Klärchen, Kathi                       | Jean Grädel             | See Burgtheater Kreuzlingen |
| 2008      | Die Panik (R. Spregelburd)                                            | Anabel, Roxana und Melina Trelles     | Andreas Herrmann        | Luzerner Theater            |
| 2007      | sagt Lila (Roman von Chimo)                                           | Lila                                  | Henry Meyer             | Luzerner Theater            |
| 2006      | Shoppen und Ficken (M. Ravenhill)                                     | Gary                                  | Nils Daniel Finckh      | Theaterfabrik Hamburg       |
| 2006      | Am Strand der weiten Welt (S. Stephens)                               | Sarah Black                           | Karin Beier             | Schauspielhaus Zürich       |
| 2006      | Trilogie des Wiedersehens (B. Strauß)                                 | Petra                                 | Stephan Sabrowski       | Hochschule der Künste Bern  |
| 2005      | Traumspiele (Strindberg)                                              |                                       | Andrij Zholdak          | Luzerner Theater            |
| 2005      | Visioni corsare – Hommage an Pier Paolo Pasolini                      |                                       | A Zimmermann            | Luzerner Theater            |
| 2005      | Blaubarts Schatten (G. Trakl – bearb. von T. Potzger)                 | Päpstin                               | F. Schubert, T. Potzger |                             |
| 2003      | Faust I (J.W. Goethe)                                                 |                                       | Lars-Ole Walburg        | Theater Basel               |

## Filmografie

### Kino
- 2005: Helga, Kurzfilm, Regie: Fabian Niklaus
- 2005: Aporue wurde aufgeweckt, Kurzfilm, Regie: Fabian Niklaus
- 2006: Überbrücken, Kurzfilm, Regie: Fabian Niklaus
- 2009: Cargo – Da draussen bist du allein, Regie: Ivan Engler, Ralph Etter

### Fernsehen
- 2004: Oeschenen, TV Movie, CH, Regie: Bernhard Giger
- 2008: Notruf Hafenkante – Herzenssache, Regie: Ulli Baumann
- 2009: Tatort – Tote Männer, Regie: Thomas Jauch
- 2019: Morden im Norden – Vollgas, Regie: Christoph Eichhorn
- 2020: Notruf Hafenkante – Entgleisung, Regie: Oliver Liliensiek
- 2020: Nord bei Nordwest – In eigener Sache (Fernsehreihe)
- 2023: Hotel Mondial – Mut zur Wahrheit (Fernsehserie)